# Titanidiops
Titanidiops là một chi nhện trong họ Idiopidae.